# Gonocarpus confertifolius
Gonocarpus confertifolius là một loài thực vật có hoa trong họ Haloragaceae. Loài này được (F.Muell.) Orchard miêu tả khoa học đầu tiên năm 1975.